# Маргарета I Датска
Маргарета I (на датски: Margrete I Valdemarsdatter; на норвежки: Margrete Valdemarsdotter; на шведски: Margareta Valdemarsdotter) е владетелка на Дания (1387 – 1412), Норвегия (1388 – 1412) и Швеция (1389 – 1412), основателка на скандинавската Калмарската уния (1397 – 1523). Маргарета не е коронована, но от 1375 г. се нарича кралица на Швеция.

## Произход
Родена е през март 1353 година в двореца Соборг Слот в Дания. Тя е най-малката дъщеря на датския крал Валдемар († 1375) и съпругата му Хелвиг († 1374), дъщерята на херцог Ерих II от Шлезвиг.

## Кралица на Дания, Норвегия и Швеция
Маргарета се омъжва на 9 април 1363 г., на 10-годишна възраст, за норвежкия крал Хокон VI Ма́гнусон, син на Магнус VII Ейриксон, крал на Швеция и Норвегия, и на Бланш дьо Намюр.
Нейният брат Кристофер умира през 1363 г. и за датския трон няма директен мъжки наследник. През 1375 г. нейният баща умира на 55 години и Маргарета го наследява на трона (на 22 години). След смъртта на нейния съпруг в 1380 тя поема до 1385 г. също регентството на Норвегия за сина им Олаф IV.
През 1387 г. Олаф умира на 17 години и след една седмица Маргарета е призната за датска владетелка. През февруари 1388 г. и Норвежкото народно събрание я признава и избира за кралица (Norges mæktige Frue og rette Husbond). Така тя е кралица на трите държави. През 1397 г. въвежда Калмарската уния, обединяваща трите кралства Дания, Норвегия и Швеция под нейна власт.
Когато Маргарета започва да управлява Швеция, не всички нейни поданици са доволни. В Стокхолм и Калмар има много немски търговци и за много от жителите на тези градове Албрехт Мекленбургски е по-добрият избор. Въпреки това мнозинството шведи, норвежци и датчани са единни срещу немците и Маргарета остава на власт до смъртта си. По време на управлението си тя подкрепя канонизирането на единствената (в началото на XXI век) светица на Севера – Бригита Биргесдотер.
През октомври 1412 г. Маргарета заедно с Ерих пътува с кораб за Фленсбург, разболява се и умира от чума на 28 октомври на кораба в пристанището на Фленсбург. Погребана е в катедралата на Роскиле в Дания. На трона е наследена от нейния племенник вече тридесетгодишният Богуслав, който сменя името си на Ерик VII Померански.

## Галерия
- Маргарета I (1423)
- Саркофагът на Маргарета I (1423)
- Печат на Маргарета I, 1381 и 1403